# Devis Da Canal
Devis Da Canal (ur. 18 lipca 1976 w Vipiteno) – włoski biathlonista, dwukrotny medalista mistrzostw świata juniorów.

## Kariera
Pierwszy sukces osiągnął w 1994 roku kiedy podczas MŚJ w Osrblie zdobył brązowy medal w sprincie. Na rozgrywanych rok później MŚJ w Andermatt zwyciężył w tej samej konkurencji. W Pucharze Świata zadebiutował 11 grudnia 1998 roku w Hochfilzen, zajmując 23. miejsce w sprincie, tym samym zdobywając pierwsze punkty. Jedyny raz na podium indywidualnych zawodów PŚ stanął 17 marca 2000 roku w Chanty-Mansyjsku, gdzie był drugi w sprincie. Rozdzielił tam Wadima Saszurina z Białorusi i Niemca Svena Fischera. Najlepsze wyniki osiągnął w sezonie 1999/2000, kiedy zajął 32. miejsce w klasyfikacji generalnej. W 2002 roku brał udział w igrzyskach olimpijskich w Salt Lake City, zajmując 68. pozycję w sprincie i szesnastą w sztafecie. Zajął też między innymi 22. miejsce w biegu indywidualnym i piąte w sztafecie na mistrzostwach świata w Oslo/Lahti w 2000 roku.

## Osiągnięcia

### Igrzyska olimpijskie
| Rok  | Miejscowość    | Konkurencje | Konkurencje | Konkurencje | Konkurencje | Konkurencje | Konkurencje | Konkurencje |
| Rok  | Miejscowość    | IN          | SP          | PU          | MS          | RL          | MR          | SR          |
| ---- | -------------- | ----------- | ----------- | ----------- | ----------- | ----------- | ----------- | ----------- |
| 2002 | Salt Lake City | –           | 68.         | nd.         | nd.         | 16.         | nd.         | –           |

### Mistrzostwa świata
| Rok  | Miejscowość     | Konkurencje | Konkurencje | Konkurencje | Konkurencje | Konkurencje | Konkurencje | Konkurencje |
| Rok  | Miejscowość     | IN          | SP          | PU          | MS          | RL          | MR          | SR          |
| ---- | --------------- | ----------- | ----------- | ----------- | ----------- | ----------- | ----------- | ----------- |
| 1999 | Oslo            | 52.         | –           | –           | –           | –           | nd.         | –           |
| 2000 | Oslo/Lahti      | 22.         | 35.         | 34.         | –           | 5.          | nd.         | –           |
| 2003 | Chanty-Mansyjsk | –           | –           | –           | –           | 18.         | nd.         | –           |

### Puchar Świata

#### Miejsca w klasyfikacji generalnej
| Sezon     | Miejsce |
| --------- | ------- |
| 1998/1999 | 51.     |
| 1999/2000 | 32.     |
| 2001/2002 | 52.     |
| 2003/2004 | ?       |
| 2004/2005 | -       |

#### Miejsca na podium chronologicznie
| Lp. | Dzień    | Rok  | Miejscowość     | Konkurencja     | Lokata | Pudła | Czas biegu | Strata | Zwycięzca      |
| --- | -------- | ---- | --------------- | --------------- | ------ | ----- | ---------- | ------ | -------------- |
| 1.  | 17 marca | 2000 | Chanty-Mansyjsk | Sprint na 10 km | 2.     | 0+0   | 26:38,8    | +7,1   | Wadim Saszurin |